# Synallaxis unirufa
A Synallaxis unirufa a madarak (Aves) osztályának verébalakúak (Passeriformes) rendjébe és a fazekasmadár-félék (Tyrannidae) családjába tartozó faj.

## Rendszerezése
A fajt Frédéric de Lafresnaye francia ornitológus írta le 1843-ban.

## Alfajai
- Synallaxis unirufa meridana Hartert & Goodson, 1917
- Synallaxis unirufa munoztebari Phelps & Phelps, 1953
- Synallaxis unirufa ochrogaster Zimmer, 1935
- Synallaxis unirufa unirufa Lafresnaye, 1843[2]

## Előfordulása
Dél-Amerika északnyugati részén, az Andok-hegységben, Ecuador, Kolumbia, Peru és Venezuela területén honos. Természetes élőhelyei a szubtrópusi vagy trópusi hegyi esőerdők és cserjések. Állandó, nem vonuló faj.

## Megjelenése
Testhossza 18 centiméter, a testtömege 17-21 gramm.

## Életmódja
Általában párban keresgéli ízeltlábúakból álló táplálékát.

## Természetvédelmi helyzete
Elterjedési területe nagyon nagy, az egyedszáma pedig stabil. A Természetvédelmi Világszövetség Vörös listáján nem fenyegetett fajként szerepel.